# 神戸町立北小学校
神戸町立北小学校（ごうどちょうりつ きたしょうがっこう）は、岐阜県安八郡神戸町にある公立小学校。周辺には神戸町立図書館や北神戸駅がある。
2024年で50周年を迎える。

## 概要
神戸町北部の田園地帯に位置し、すぐ南側を養老鉄道が通る。学校敷地すぐ南にある同鉄道の地下道は、本校開校に伴い、末守など線路南からの通学者を考慮して作られたものである。当初は校舎は一棟であり、全学年2クラスずつにする設計で建てられたが、開校時に1年生が3クラスとなるなど校区人口が増加したため、1978年に現在の南舎を建設し、1979年より運用を開始した。
校歌には初代校長が音楽専門であったため関与しており、開校年夏に披露された。ベランダが黄緑色に塗られているが、当初は茶色であった。
全児童数は令和3年4月1日現在で212名。所在地は〒503-2305 岐阜県安八郡神戸町安次300

## 通学区域
- 通学区域（自治会）は、幸町区、豊島社宅区、更屋敷区、末守区、北一色区、横井区、田区、安次区、高塚区、清水町区、高橋地所第2住宅区、中島区、第一中島区、北島第2住宅区、峰之井区であり、公立中学校の進学先は神戸町立神戸中学校である[1]。

## 沿革
- 1975年（昭和50年）4月 - 神戸町立神戸小学校から分離して開校。なお校区の横井地区にはかつて、神戸小学校横井分校があった時期があり、横井地区にとっては神戸小学校本校まで行かなくてよい状態に久々に戻る形となった。

## 校区内の史跡
- 夜叉堂

## 交通アクセス
- 養老鉄道 北神戸駅から東へ100m。